# 莫干山

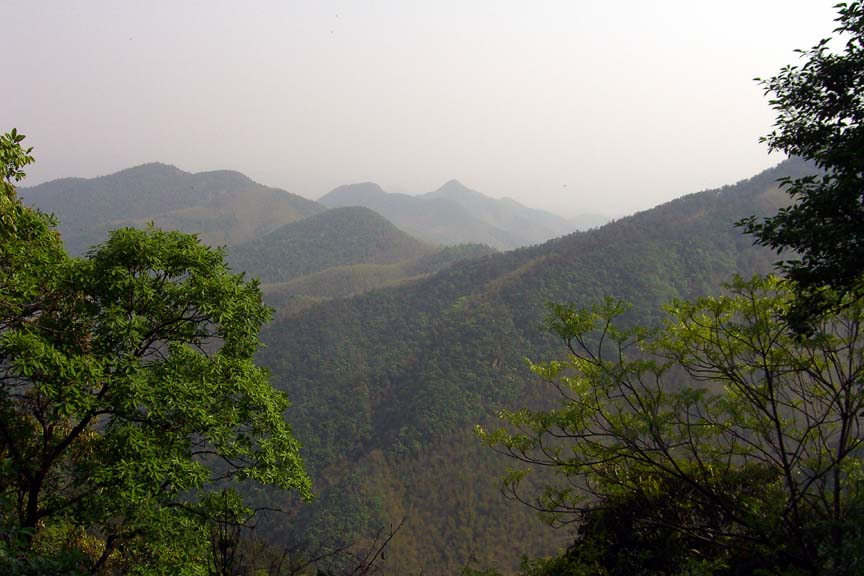
莫干山

莫干山（ばくかんざん）は、中華人民共和国浙江省湖州市徳清県に位置する山。杭州市の北西60キロ、上海市からは南西へ200キロ余りの位置にある。莫干山の山並みは天目山から北東に伸びる支脈であり、杭州市や嘉興市のある低い杭嘉湖平原の上にそびえ立っている。面積は20平方キロメートルで、最高峰は海抜720メートル。
環境の良さや涼しさで知られており、「清涼世界」「江南第一山」を称する。竹林の間に19世紀末以降建てられた西洋式の別荘が並んでおり、廬山・北戴河・鶏公山と並ぶ中国四大避暑地の一つで、中国国家級風景名勝区に指定されている（1994年指定）。一時期は外国人により支配されていたが、現在は上海市民や杭州市民の夏のリゾートとなっている。

## 歴史

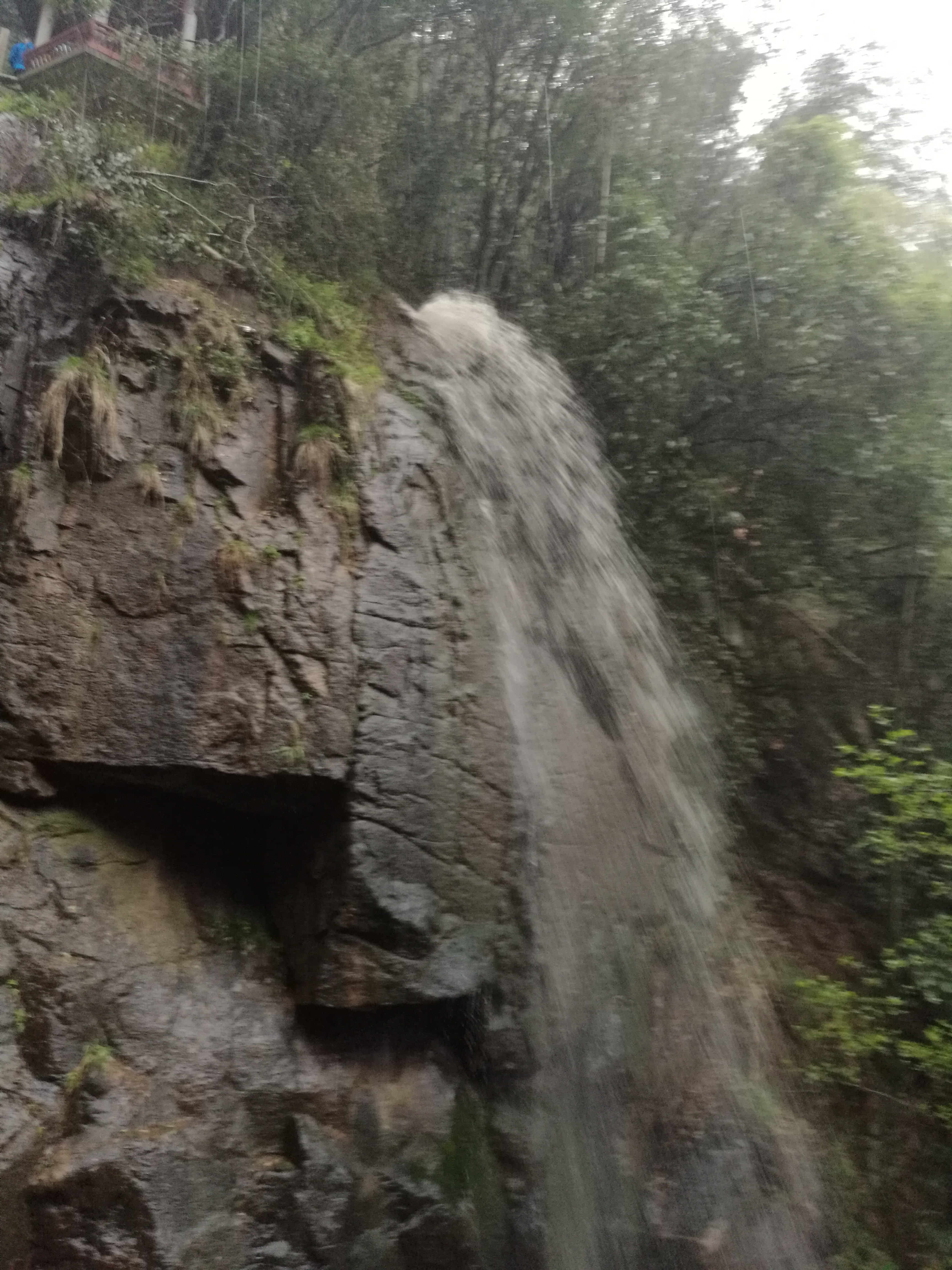
莫干山の滝

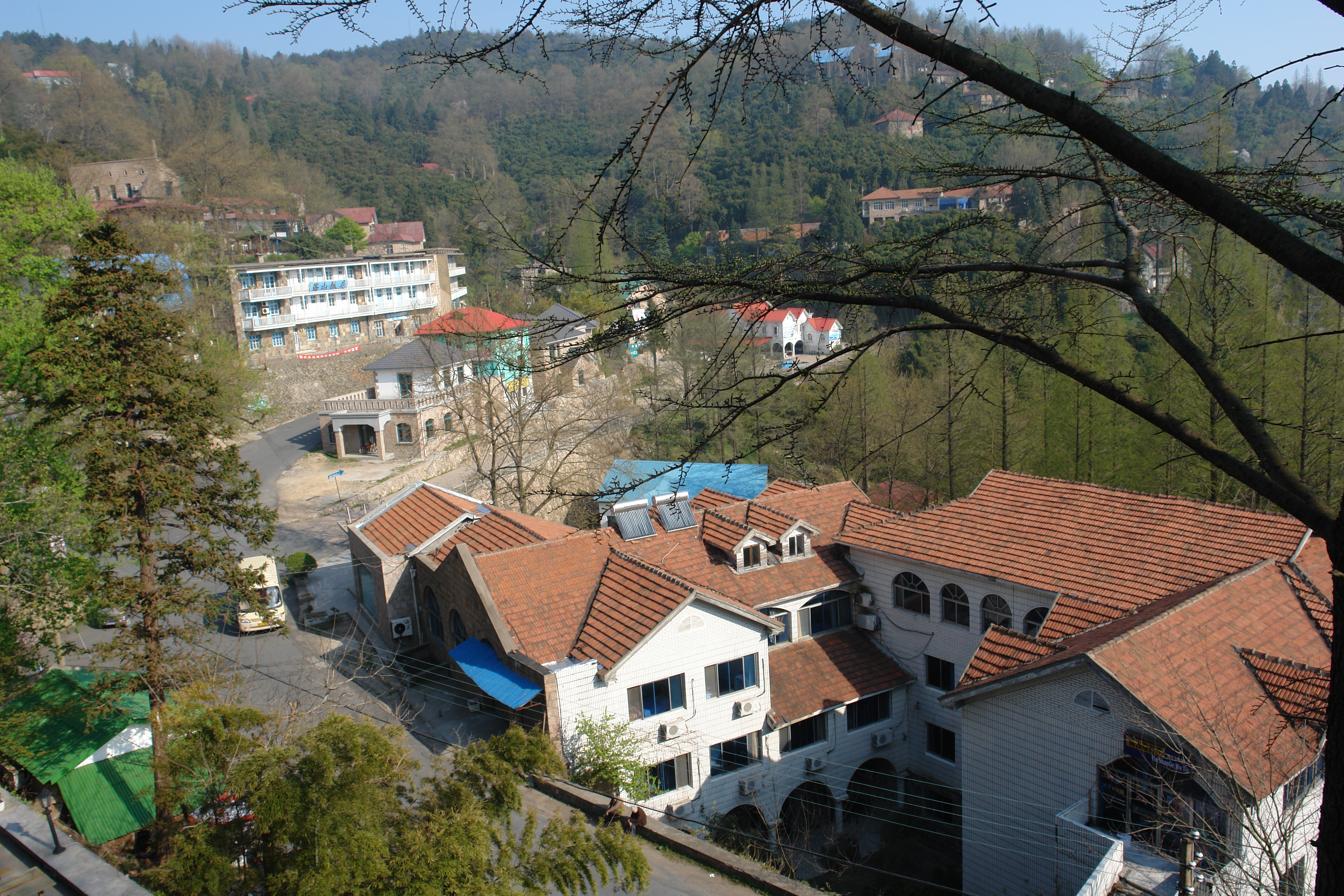
莫干山の別荘地

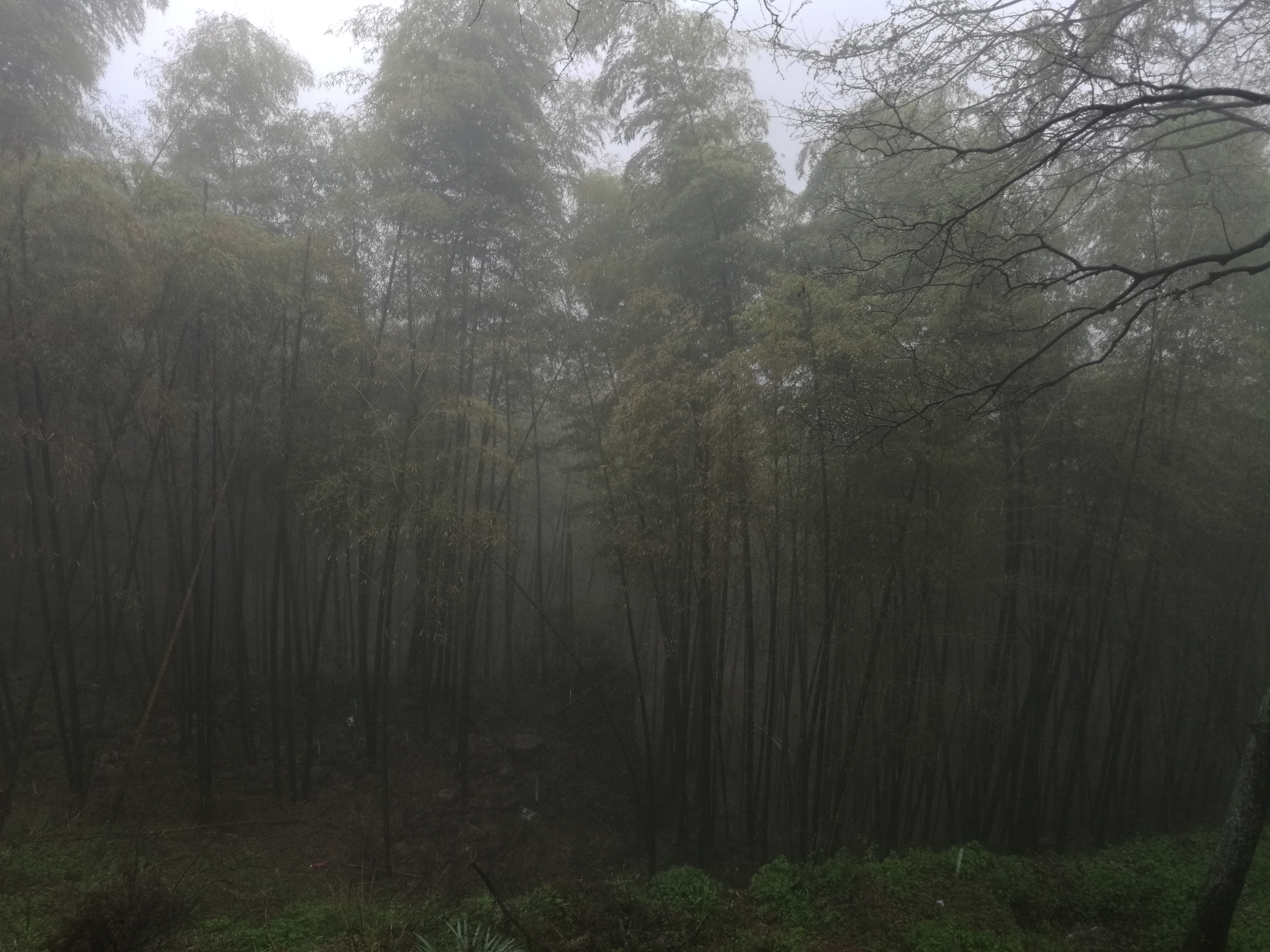
莫干山の竹林

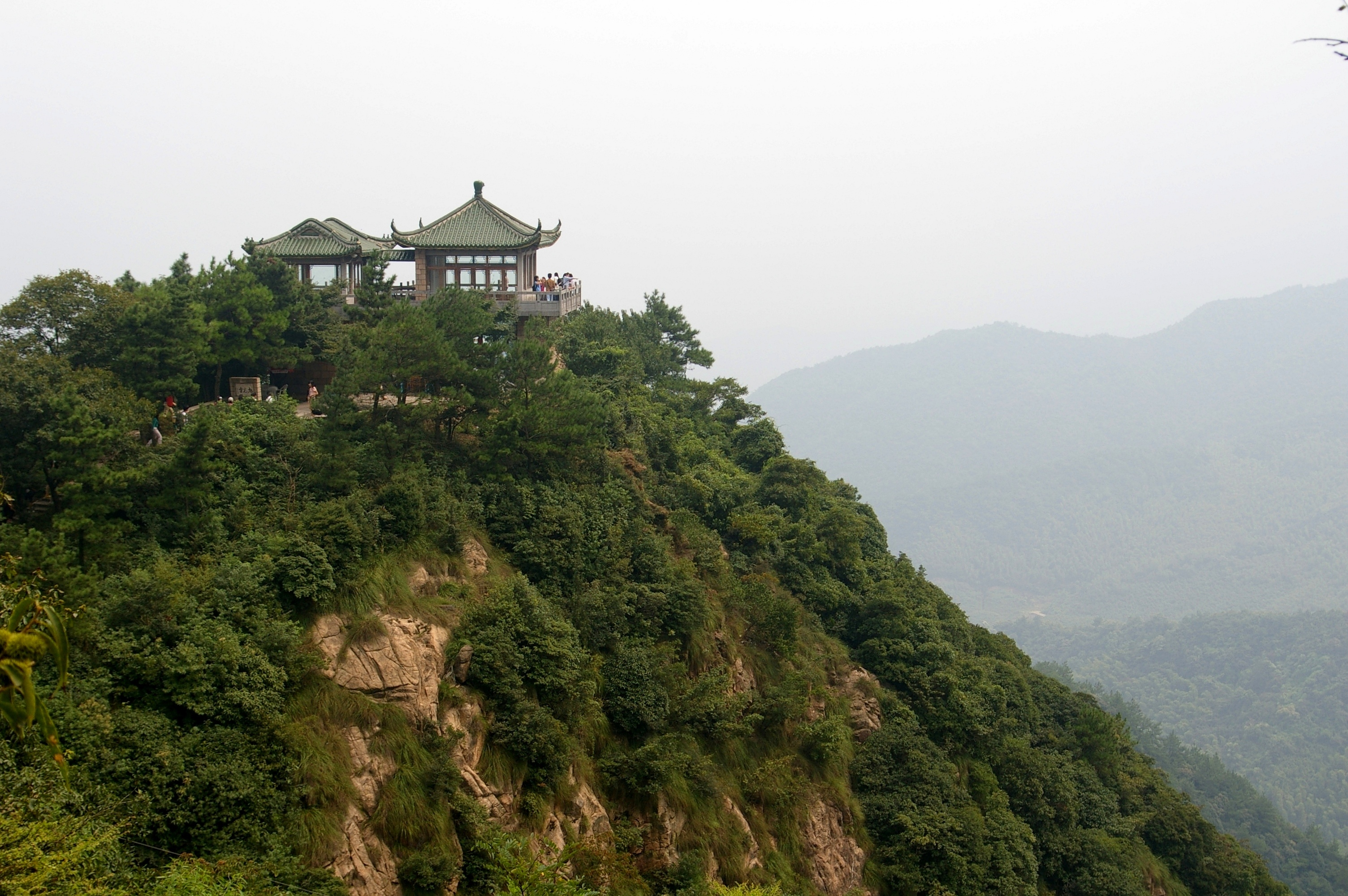
旭光台

莫干山という名前は、春秋時代の刀剣製作の名匠であった干将・莫耶の夫婦の名にちなむとされる。呉王闔閭は二人にこの山で名剣を作るように命じたという伝説がある。剣池、剣池のほとりにある大きな「磨剣石」、観瀑橋の上にある巨大な岩である「試剣石」はこの伝説にちなむ。
莫干山はかつて武康県に属した。漢代には官営の銅山があり、呉王の劉濞が支配して銅銭を鋳造していたという。銅山だった時期の名残は、銅山寺、銅官廟、銅官橋などの地名が近くの村に残る。南北朝時代の梁大同年間（535年-546年）、惟正禅師は莫干山の幽美さを慕って山麓に天泉寺を築き、莫干山の仏教聖地としての歴史が始まった。現在に残る天池禅寺は元の至順年間（1330年-1333年）に翁信禅師が開山し、明洪武9年（1376年）に僧永鎮が再建、嘉靖年間（1521年-1566年）玉芝禅師が整備修復し、殿宇を拡大した。
仏教寺院が多数立ちならんでいた莫干山は太平天国の乱で破壊され全山荒廃した。その後は中国に進出した欧米列強の宣教師らがこの山の涼しさに目をつけて避暑地としての開発に着手し、上海など江南各地の外国人が別荘を建てた。
1920年代には山上には1,940畝ほどの広さの外国人避暑地があり、西洋式別荘の数は154を数えた（うち118は外国人所有）。別荘以外にキリスト教会、テニス場、プール、図書館、ダンスホール、警察署、郵便局、商店、墓地なども作られた。1898年には別荘所有者による自治組織の「莫干山避暑会」が形成された。
1928年5月、浙江省政府は莫干山管理局を設立し、当地の行政権を外国人から接収した。外国人による別荘売却が進み、1929年までに莫干山の外国人所有別荘は78にまで減少した。上海や南京や杭州の政治家・経済人・軍人などの中国人が売りに出ていた別荘を買い上げたほか、独自に避暑用の別荘建設を進め、別荘の数は300を超えた。
莫干山には有名人も多く集まった。1927年12月，蔣介石と宋美齢は上海で結婚した後、莫干山でハネムーンを過ごした。1928年6月、中国国民党の元老政治家の黄郛は隠居のために莫干山509号を買い、「白雲山館」と名付けた。この建物は中国共産党の周恩来と国民党の蔣介石による秘密会議の舞台ともなった。1935年には上海の暗黒街の大物である張嘯林と杜月笙が中国古代宮殿風の豪華な別荘を建てている。同じく1935年には黄郛や張静江らが出資し、莫干山72号に莫干山購経堂という仏教寺院を建てた。これは現在は黄廟と呼ばれている。1948年には蔣介石が莫干山550号「松月廬」（蔣介石官邸）で新経済会議を開催し、金円券の導入を決定している。莫干山126号にあった皇后飯店は、1954年に莫干山を訪問した毛沢東が宿泊した場所であり、『七絶・莫干山』という七言絶句を残している。この場所は毛沢東の聖地となり、「毛主席下榻处（毛主席投宿の地）」として観光地となっている。
1984年には改革開放に向け、莫干山で「中青年経済科学工作者学術討論会」（通称・莫干山会議）が開催された。